# Reizmagen
Ein Reizmagen – auch funktionelle Dyspepsie oder nichtulzeröse Dyspepsie (NUD) sowie Magenneurose, nervöse Dyspepsie und nervöser Reizmagen genannt – definiert sich über wiederkehrende oder chronische Schmerzen oder ein Unwohlsein im oberen Bauchbereich, ohne dass organische Ursachen gefunden werden können.
Magenkrämpfe, Brechreiz, Erbrechen, Appetitlosigkeit, Völlegefühl, Sodbrennen, Übelkeit, Blähungen, krampfartige Sensationen und Durchfall können auftreten.
Neben psychosomatischen Gründen werden ein verändertes Schmerzempfinden und eine veränderte Magenmotilität als Ursache angesehen.
Nach den Rom-II-Kriterien unterscheidet man:
- Ulcus-artige Dyspepsie
- Dysmotilitäts-bedingte Dyspepsie

Diese Unterform beruht auf einer verminderten bzw. beschleunigten Bewegung des Magens. Die Beschwerden treten oft nach dem Essen auf und haben ein unregelmäßiges Erscheinungsbild. Oft kommt es zu Magendruck, Übelkeit und Erbrechen, wobei das Erbrechen auch ohne Übelkeit auftreten kann.
- unspezifische Dyspepsie

Die Behandlung erfolgt – nach einer durchgeführten Magenspiegelung – rein symptomatisch. Wichtig ist eine Beobachtung und ggf. Umstellung von Ernährungsgewohnheiten und die Vermeidung von Stress. Hilfreich kann beispielsweise die Aufnahme vieler kleiner Mahlzeiten sein.